# Trichogyne verticillata
Trichogyne verticillata là một loài thực vật có hoa trong họ Cúc. Loài này được (L.f.) Less. miêu tả khoa học đầu tiên năm 1832.